# Ronnie Ray
Pour les articles homonymes, voir Ray.
Ronnie Ray (né le 2 janvier 1954) est un athlète américain, spécialiste du 400 mètres.

## Biographie
Il remporte la médaille d'or du 400 m et du relais 4 × 400 m lors des Jeux panaméricains de 1975, à Mexico. Sur 400 m, il y établit la meilleure performance de sa carrière en 44 s 45.